# Breathe Easy
Singles de Blue
Signed, Sealed, Delivered I'm Yours
(2003) Bubblin' (en)
(2004)
Clip vidéo
[vidéo] « Breathe Easy », sur YouTube
Breathe Easy est une chanson du boys band anglais Blue. Elle est sortie le 22 mars 2004 en tant que troisième single de leur troisième album Guilty. Elle est écrite par Lars Halvor Jensen, Martin Michael Larsson et Lee Ryan.
La version en italien de la chanson, intitulée A chi mi dice, est sortie en avril 2004 en single en France et en Italie, sur des paroles de Tiziano Ferro. Cette version a atteint la 1re place du classement italien pendant huit semaines, devenant le single le plus vendu de l'Italie en 2004. Il s'est également classé dans le Top 50 français, où il a atteint la 15e place.

## Réception

### Accueil critique
La chanson a reçu des critiques mitigées à positives de la part des critiques de la musique pop contemporaine. La critique de Tiscali Music dit du membre du groupe et co-auteur de la chanson « Lee Ryan s'avère être plus qu'un joli visage avec sa ballade co-écrite Breathe Easy », et a indiqué que « Breathe Easy est une piste d'une beauté envoûtante [...] Blue est en train de devenir l'un des plus grands groupes de Grande-Bretagne et avec cette chanson majestueuse, ils viennent de faire un pas de plus vers le sommet de la pop ». Dans une revue moyenne d'album par Betty Clarke du Guardian, Breathe Easy a été décrit comme « une horreur Westlife-esque ».

### Accueil commercial
Au Royaume-Uni, Breathe Easy entre lors de sa première semaine dans le UK Singles Chart, directement à la 4e place, sa meilleure position dans le classement. En Écosse et en Irlande le single atteint également la 4e place. Le single a également atteint le top 10 en Allemagne, en Autriche, en Hongrie et en Suisse. Hors Europe, Breathe Easy s'est classé en Nouvelle-Zélande, atteignant la 29e place de l'Official New Zealand Music Chart.
La version en italien, A chi mi dice, a été un grand succès en Italie atteignant la première place du Top italien lors de son entrée dans le classement le 29 avril 2004 et a été le single le plus vendu de l'année 2004. Il a été certifié disque d'or par la FIMI et devient le plus grand succès commercial de Blue en Italie. En France, A chi mi dice a atteint la 15e place du Top Singles & Titres.

## Liste de titres
| 1. | Breathe Easy (Album Edit)     | 3:43 |
| 2. | Taste It (Live From The Tour) | 4:06 |
| 3. | Whatever Happens              | 3:36 |

| 1. | Breathe Easy (Album Edit)                              | 3:43 |
| 2. | Breathe Easy (feat. Jamie Summaz - Love 4 Music Remix) | 4:14 |

| 1. | A chi mi dice (Album Edit)    | 3:43 |
| 2. | Breathe Easy (Radio Edit)     | 3:40 |
| 3. | Taste It (Live From The Tour) | 3:42 |
| 4. | Whatever Happens              | 3:45 |

| 1. | A chi mi dice | 4:34 |
| 2. | Breathe Easy  | 4:41 |

## Crédits
| Breathe Easy Crédits provenant de Tidal. - Antony Costa – voix - Duncan James – voix - Lee Ryan – voix, paroles, composition - Simon Webbe – voix - Lars Halvor Jensen – paroles, composition - Martin Michael Larsson – paroles, composition | A chi mi dice Crédits provenant de Discogs. - Tiziano Ferro – paroles - Lee Ryan – paroles, composition - Lars Jensen – paroles, composition - Martin Larsson – paroles, composition |

## Classements et certifications
| Classement (2004)                      | Meilleure position |
| -------------------------------------- | ------------------ |
| Allemagne (GfK Entertainment)          | 7                  |
| Autriche (Ö3 Austria Top 40)           | 7                  |
| Belgique (Flandre Ultratop 50 Singles) | 28                 |
| Belgique (Wallonie Ultratip 50)        | 16                 |
| Danemark (Tracklisten)                 | 12                 |
| Écosse (OCC)                           | 4                  |
| Europe (Eurochart Hot 100)             | 10                 |
| Hongrie (Single Top 40)                | 7                  |
| Irlande (IRMA)                         | 4                  |
| Norvège (VG-lista)                     | 12                 |
| Nouvelle-Zélande (RMNZ)                | 29                 |
| Pays-Bas (Nederlandse Top 40)          | 13                 |
| Pays-Bas (Single Top 100)              | 21                 |
| Pologne (ZPAV)                         | 23                 |
| Roumanie (Romanian Top 100)            | 51                 |
| Royaume-Uni (UK Singles Chart)         | 4                  |
| Suisse (Schweizer Hitparade)           | 8                  |

| Classement (2004)              | Position |
| ------------------------------ | -------- |
| Allemagne (GfK Entertainment)  | 43       |
| Autriche (Ö3 Austria Top 40)   | 32       |
| Royaume-Uni (UK Singles Chart) | 46       |
| Suisse (Schweizer Hitparade)   | 28       |

| Classement (2004–05) | Meilleure position |
| -------------------- | ------------------ |
| France (SNEP)        | 15                 |
| Italie (FIMI)        | 1                  |

| Classement (2004) | Position |
| ----------------- | -------- |
| Italie (FIMI)     | 1        |

### Certifications
| Pays                                                                                                   | Certification | Ventes certifiées |
| --- | ------------- | ----------------- |
| Allemagne (BVMI)                                                                                       | Or            | 150 000^          |
| Italie (FIMI)                                                                                          | Or            | 30 000*           |
| *Ventes selon la certification ^Mise en rayon selon la certification xNon précisé par la certification |               |                   |

## Historique de sortie
| Pays   | Date         | Format                | Version       | Label(s)            | Réf.   |
| ------ | ------------ | --------------------- | ------------- | ------------------- | ------ |
| Divers | 22 mars 2004 | - CD single - CD maxi | Breathe Easy  | - Innocent - Virgin | [ 8 ]  |
| Japon  | 31 mars 2004 | CD single             | Breathe Easy  | - Innocent - Virgin | [ 31 ] |
| France | avril 2004   | CD single             | A chi mi dice | - Innocent - Virgin | [ 9 ]  |
| Italie | avril 2004   | CD single             | A chi mi dice | - Innocent - Virgin | [ 32 ] |